# Pruszków (Skierniewice)
Pour les articles homonymes, voir Pruszków (homonymie).
Pruszków est une localité polonaise de la gmina et du powiat de Skierniewice en voïvodie de Łódź.